# دولورس (کلمبیا)
دولورس (انگلیسی: Dolores, Colombia) یک منطقه مسکونی در کشور کلمبیا است.